# Кечикан
Кечикан (енгл. Ketchikan) град је у САД у савезној држави Аљаска, у округу Кечиканска капија. Са популацијом , у општини ,од 14.070 становника 2010. године, пети је по величини град на Аљасци.
Сам град је 2020. године имао 8.192 становника (Википедија на Енглеском).
Привреда Кечикана је базирана на риболову и туризму, па је овај град познат као Лосос престоница света. Један део привреде се базира на преради дрвета и бродоградњи.
Кечикан има аеродром и луку у коју могу да пристају крузери.
У периоду мај-октобар сваке године захваљујући: крузерима, авионима и јахтама, град посети око милион туриста.

## Историја
Кечикан је пре колонизације вековима служио као летњи рибљи камп за домороце Тлингита. Град је основан 1885. године када су први досељеници населили место и основали прву продавницу за снабдевање за : домородце, дрвосече и рударе.

## Географија
Кечикан се налази на острву Ревилагигидо, 145 km сјеверно од Британске Колумбије и 378 km јужно од Џуна. Град има површину од 10,7 km², од чега је 8,7 km² копна и 2 km² водених површина.
Због стрме и неприступачне обале (стене и високо дрвеће)  град је "развучен" уз обалу са неколико реда улица, кућа. Поједине куће-зграде а и саме улице су делимично на стубовима.
Један део града је насељен на обалама реке такође са кућама на стубовима. Део града-улица се назива по реци-потоку "Крик стрит".

## Становништво
Године 2004. у Кечикану је било 8.044 људи, 3.300 домаћинстава и 1.997 породица. Густина насељености је била 907,6 становника по km² и то је најгушће насељени град на Аљасци. Расни састав Кечикана је био: 65,31% белаца, 0,84% Афроамериканаца, 19,8% Индијанаца, 6,85% Азијата, 3,38% Хиспанаца итд. Од 8.044 становника 52% су млађи од 18 година.
| Година | Становништво |
| ------ | ------------ |
| 1900   | 1.000        |
| 1920   | 2.500        |
| 1930   | 3.800        |
| 1940   | 4.700        |
| 1950   | 5.300        |
| 1960   | 6.500        |
| 1970   | 7.000        |
| 1980   | 7.200        |
| 1990   | 8.300        |
| 2000   | 7.900        |

## Туризам
Кечикан има веома богату туристичку понуду и туризам граду доноси велике приходе. Поред посете рекама где се лове лососи за туристе се организује: риболов, куповина по разним продавницама али посета парку са "Тотем стубовима". Интересантно је присуствовање "Такмичењу дрвосеча" које се организује свакога дана по неколико пута

### Такмичењедрвосеча
Такмиче се две екипе у "дрвосечким дисциплинама" као што су: гађање секиром у циљ, брзина сечења ручном тестером, брзина сечења моторном тестером, пењање уз стуб и одржавање равнотеже на балвану потопљеном у води.

#### Галерија "Такмичење дрвосеча" у Кечикана Аљаска 2023.г.
- Плакат на улазу у такмичарску арену
- Арена у којој се одржава такмичење
- Представљање такмичара.
- Такмичење у брзини сечења моторном тестером
- Такмичар у брзини пењања уз усправни стуб
- Такмичење у одржавању равнотеже на балвану у води

### Тотемзалив историјски државни парк
На периферији града налази се  "Тотем залив" где се налази парк са једниственом изложбом очуваних Тотемских стубова из околине Кечикана. Сматра се да је у Кечикану највећи број  Тотемских стубова на једном месту у свету. У парку се поред стубова налази аутентична барака у којој се живели строседеоци Аљаске. Поред тога ту је и барака која служи за рестаурацију Тотемских стубова.

#### Галерија "Тотем залив државни историјски парк" у Кечикану Аљаска 2023.г.
- Поглед на "Тотем залив"
- Једна од табли у парку која објашњава историју стубова на Аљасци
- Тотемски стуб
- Тотемски стуб
- Високи Тотемски стуб
- Тотемски стубови
- Тотемски стубови испред објекта за становање староседеоца
- Унутрашњост објекта за становање староседеоца
- Објекат - барака за рестаурирање старих тотемских стубова
- Тотемски стуб у фази рестаурације
- Тотем птица у фази рестаурирања

## Партнерски градови
- Палм Дезерт
- Gero